# Cicurina pacifica
Espèce
Cicurina pacifica est une espèce d'araignées aranéomorphes de la famille des Cicurinidae.

## Distribution
Cette espèce est endémique des États-Unis. Elle se rencontre en Californie et au Washington.

## Description
La femelle holotype mesure 7,30 mm.

## Systématique et taxinomie
Cette espèce a été décrite par Chamberlin et Ivie en 1940.

## Étymologie
Son nom d'espèce lui a été donné en référence au lieu de sa découverte, l'océan Pacifique.

## Publication originale
- Chamberlin & Ivie, 1940 : « Agelenid spiders of the genus Cicurina. » Bulletin of the University of Utah, Biological Series, vol. 30, no 18, p. 1-108.